# Wen die Geister lieben
Wen die Geister lieben (Originaltitel: Ghost Town) ist eine romantische Filmkomödie aus dem Jahr 2008. Regie führte David Koepp, der gemeinsam mit John Kamps auch das Drehbuch verfasste. Die Hauptrollen übernahmen der britische Komiker Ricky Gervais sowie Greg Kinnear und Téa Leoni.

## Handlung
Der New Yorker Geschäftsmann Frank Herlihy entgeht knapp einer aus einem hohen Gebäude herabfallenden Klimaanlage, nur um direkt danach von einem Bus überfahren zu werden. Als Geist steht er neben der Unfallstelle.
Der menschenscheue Zahnarzt Dr. Bertram Pincus unterzieht sich währenddessen einer Darmspiegelung in einem Krankenhaus. Nach seiner Entlassung begegnen ihm zahlreiche Menschen, die überrascht sind, dass er sie sehen kann. Pincus glaubt an Halluzinationen und sucht das Krankenhaus erneut auf. Dort teilt man ihm unter Zuhilfenahme eines Krankenhausanwalts mit, dass er wegen eines Fehlers des Anästhesisten sieben Minuten klinisch tot war. Da er in der Aufwachphase von allen Ansprüchen zurückgetreten ist, kann er das Krankenhaus nicht auf Schadenersatz verklagen. 
Auf der Straße belästigen ihn von nun an zahlreiche Geister, die ihre unerledigten Dinge von ihm geregelt haben wollen. Obwohl Pincus dies zunächst rundweg ablehnt, lassen ihn die Geister nicht in Ruhe. Frank Herlihy verspricht ihm, dies für ihn zu regeln, wenn er nur ihm einen Wunsch erfüllt: Herlihy möchte nicht, dass seine Witwe Gwen den Menschenrechtler Richard heiratet, den Herlihy für einen Betrüger hält. Um endlich seine Ruhe zu haben, willigt Pincus ein und besucht einen Vortrag der Ägyptologin Gwen. Sie kennt Pincus, der im selben Haus wohnt, vor allem als rücksichtslosen Miesepeter, der nicht mit dem Fahrstuhl wartet oder sich über Essensgerüche beschwert. Es gelingt ihm jedoch, ihr Interesse zu wecken, als sie erfährt, dass Pincus Zahnarzt ist und er die Zähne der von ihr im Vortrag vorgestellten Pharaonen-Mumie analysiert. 
Kurz darauf lernt er auch Gwens Verlobten Richard persönlich kennen, der ihn zum Essen bei den beiden einlädt. Pincus findet Richard entgegen Herlihys Anschuldigungen sympathisch und sein Engagement für die Menschenrechte vorbildlich. Andererseits fühlt sich Pincus selbst immer stärker zu Gwen hingezogen. Bei einem weiteren Abendessen eröffnet Gwen Pincus, dass sie am Tage des Todes ihres Mannes erfahren hat, dass dieser sie mit einer anderen Frau betrogen hatte. Als kurz darauf Richard zu einer Behandlung bei Pincus erscheint, betäubt er ihn mit Lachgas und erfährt so von ihm, dass Gwen die Verlobung inzwischen aufgelöst hat. Herlihy bleibt allerdings als Geist auf der Erde, obwohl er eigentlich nur die Trennung der beiden als seine unerledigte Aufgabe ansah.
Gwen entscheidet sich, für sechs Monate nach Ägypten zu gehen. Pincus schenkt ihr einen Schlüsselanhänger, den sie sich schon länger wünscht. Während des Gesprächs benutzt er jedoch eine Formulierung, die nur Gwen und ihr Mann benutzt haben, so dass sie misstrauisch wird. Pincus enthüllt die Wahrheit, dass er mit Franks Geist in Kontakt steht. Gwen glaubt ihm natürlich nicht und fragt ihn nach dem schlimmsten Albtraum ihres Mannes, den dieser nur ihr erzählt hat. Frank lügt und Gwen hält Pincus für einen Scharlatan und lässt ihn allein im Park zurück. Er ruft ihr noch hinterher, dass er sie liebt. Pincus fragt Frank, warum er ihm nicht die Wahrheit erzählt hat, und dieser antwortet ihm, dass er ihn für einen herzlosen Menschen hält, der sich um niemanden sonst kümmert.
Pincus verfällt in eine Depression und bittet seinen indischen Kollegen Dr. Prashar um Schlafmittel. Dieser rät ihm stattdessen, nicht mehr so herzlos zu sein und ein anderer Mensch zu werden. Pincus hilft daraufhin zahlreichen Geistern bei ihren unerledigten Dingen. Dabei wird ihm bewusst, dass die Geister nicht gehen können, solange die ihnen nahestehenden Menschen noch nicht mit deren Tod abgeschlossen haben, und nicht, weil die Geister noch etwas zu erledigen haben. Auch Franks Geist kann folglich noch nicht gehen, weil Gwen noch nicht mit seinem Tod abgeschlossen hat. 
Pincus sucht Gwen auf und überzeugt sie, ihm noch eine Frage zu Frank zu stellen. Gwen möchte wissen, warum Frank sie betrogen hat. Frank kann nur sagen, dass es ihm sehr leid tut. Gwen ist mit dieser Antwort nicht zufrieden und vertraut Pincus noch immer nicht. Als er ihr auf die Straße folgt, wird auch er von einem Bus überfahren und steht plötzlich als Geist neben Frank und sieht Gwen, die um ihn weint. Der hinzukommende Richard versucht, Pincus wiederzubeleben. Frank erkennt, dass Gwen in Pincus verliebt ist, und verrät ihm seinen wahren Albtraum. Danach kann Frank die Erde endgültig verlassen.
Pincus wird wiederbelebt und wacht in einem Krankenhaus auf. Gwen, die einen Termin bei Dr. Prashar hat, trifft dort auf Pincus. Er erzählt ihr Franks Albtraum und versichert ihr, dass dieser endlich gehen konnte. Sie kann zwar noch nicht lächeln, weil es sie schmerzt, aber Pincus verspricht ihr, sich darum zu kümmern.

## Kritiken
Die Mehrzahl der Kritiker sah in dem Film eine leichte Komödie, die nicht perfekt sei, aber dennoch durch die Mischung aus britischem Humor und Liebesgeschichte überzeugen könne.

„Romantische Komödie mit schlagfertigem Dialogwitz und präzisem Timing. Zudem besticht sie durch eine unkonventionelle Hauptfigur, die gängige Klischees des romantischen Helden konterkariert.“

„David Koepps Film ist sicherlich nicht perfekt, aber der Mann versteht sein Handwerk und gibt seinen Figuren die Schlagfertigkeit mit auf den Weg, die man traditionellerweise von ihnen erwarten kann. In den komischen Szenen findet David Koepp beinahe immer den richtigen Zeitpunkt, um die Zuschauer zum Lachen zu bringen, und wenn Pincus angewidert durch die Straßen von Manhattan hastet, bekommt man tatsächlich ein Gefühl für die ästhetischen Zumutungen der Großstadt.“

„Storys, mit unter den Lebenden wandelnden Geistern, die nicht loslassen können oder wollen, gab es schon reichlich. Diese wird allerdings mit einer besonderen Prise Sarkasmus gewürzt und bekommt dadurch den besonderen, leicht boshaft-makaberen, britischen Charme. Intelligentes Humorkino mit fein getunter Derbheit und schneidigem Witz, für den leicht gehobenen Anspruch.“

„«Ghost Town» geht zuerst auf die Lachmuskeln und dann immer mehr zu Herzen – das heisst, die Story verliert in der zweiten Hälfte ein bisschen an Fahrt.“

Roger Ebert lobte insbesondere das Spiel der drei Hauptdarsteller:

„Never mind about the plot details, which spin out in more or less obligatory fashion. Focus instead on Tea Leoni, lovable down to her toenails, and Frank, cursed by having to live (or die, that is) enveloped in guilt and gloom. ... "Ghost Town" is a lightweight rom-com elevated by its performances. It is a reminder that the funniest people are often not comedians, but actors playing straight in funny roles.“

Kritisch wurde hingegen von einigen Rezensenten Pincus schnelle Wandlung vom unausstehlichen Ekel zum menschenfreundlichen Helden bewertet.

„Dass die Komödie nicht richtig funktioniert, hängt auch mit dem unausgegorenen Hineinmischen von melodramatischen Elementen zusammen. Der Held muss eine Wandlung zum Menschenfreund durchmachen, koste es, was es wolle. Und so tut es die Regie nicht unter einem Einstein-Zitat, um die wundersame Saulus/Paulus-Bekehrung einzuleiten. Da bleibt zum Ausgleich nur ein Spruch von Greg Kinnears Frank, der seine zweite Chance vielleicht wesentlich realitätstüchtiger einschätzt: "Nach dem Tod sind wir auch nicht schlauer."“

## Auszeichnungen
- Gewonnen bei den Satellite Awards 2008 in der Kategorie Bester Hauptdarsteller (Komödie/Musical) für Ricky Gervais
- Gewonnen bei den COFCA Awards 2009 der Central Ohio Film Critics Association in der Kategorie Best Overlooked Film
- Nominierung bei den Saturn Awards 2009 in der Kategorie Saturn Award für das beste Drehbuch für David Koepp und John Kamps
- Nominierung bei den Empire Awards 2009 in der Kategorie Best Comedy